# La Machine suprême
La Machine suprême (titre original : The Mightiest Machine), est un roman de science-fiction américain de John W. Campbell. Il est édité en 1947 par  The Hadley Publishing Co., et publié en 1200 exemplaires. Il était, à l'origine, présenté sous la forme d'un feuilleton en cinq parties, publié dans Astounding Stories du numéro de décembre 1934 jusqu'au numéro d'avril 1935.

## Résumé
Ce space opera traite de la captation de l'énergie solaire et de la rencontre d'extraterrestres qui s'avèrent ne pas être de vrais extraterrestres. Il évoque aussi les légendes d'anciennes civilisations sur Terre, ici le continent de Mu, et ce qui a pu leur arriver.

## Réception
Le critique d'Astounding,  P. Schuyler Miller, décrit l'édition de 1947 comme étant « peut-être l'apogée de l'école super-physique de science-fiction qu'avait initiée Skylark Smith ». Everett Franklin Bleiler identifia quant à lui ce roman comme le paradigme du « hard space opera de Campbell », notant « sa grande quantité de fantasques et ingénieuses extrapolations scientifiques, ses faiblesses fictives, et le caractère simpliste de sa sociologie polarisée, qui considère les génocides avec sang-froid ».

## Technologie
Le protagoniste principal de l'histoire, le physicien Aarn Munro, créé des technologies révolutionnaires comme l'antigravité, la vitesse supra-luminique avec distorsion spaciale, les drônes téléguidés, les jumelles de vision nocturne.

## Historique des publications
- 1934-1935, États-Unis, Astounding Stories, feuilleton en cinq épisodes
- 1947, États-Unis, The Hadley Publishing Co. (OCLC 2737057), relié
- 1955, Italie, dans la revue Urania, Juillet 1955, titré I figli di Mu
- 1960, Allemagne, Terra, (OCLC 73291407), relié, titré Das unglaubliche System
- 1963, France, Hachette/Gallimard, coll. « Le Rayon fantastique » (OCLC 77464106) relié, titré La Machine Suprème
- 1965, États-Unis, Ace Books (OCLC 534681), livre de poche